# Charlie Is My Darling
Charlie Is My Darling è il primo documentario sul gruppo rock britannico dei The Rolling Stones diretto da Peter Whitehead e prodotto dal manager del gruppo, Andrew Loog Oldham. Venne girato durante il secondo tour in Irlanda nel 1965, il 3 e 4 settembre, e terminato nella primavera del 1966. La prima del film ebbe luogo al Mannheim Film Festival nell'ottobre 1966, ma non venne mai distribuito ufficialmente nella sua interezza, a causa di problemi legali sorti tra il gruppo e Allen Klein e per un furto avvenuto nell'ufficio di Andrew Loog Oldham, nel quale sparirono tutti i nastri del film. Tuttavia, versioni accorciate dell'opera sono circolate fra i collezionisti fin da allora.
Nel 2012, una versione restaurata ed estesa del documentario originale è stata pubblicata dalla ABKCO Records di Allen Klein, che detiene i diritti di pubblicazione negli USA di tutto il materiale del gruppo pubblicato dal 1964 al 1970.

## Trama

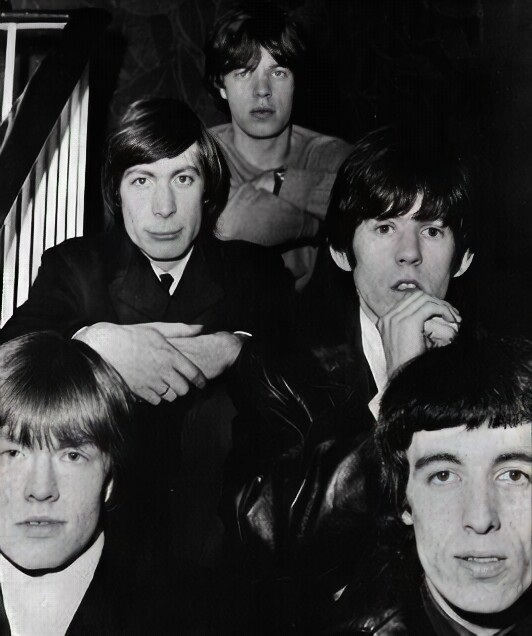
I Rolling Stones nel 1965

Il documentario in bianco e nero della durata di 64 minuti, girato con uno stile sorprendentemente moderno e per nulla datato, mostra la band filmata dal loro viaggio in auto da Londra verso l'aeroporto di Heathrow, e da lì a Dublino dove gli Stones tennero due concerti all'Adelphi Theatre il 3 settembre. Il giorno successivo, il gruppo si spostò in treno a Belfast per altre due esibizioni questa volta da tenersi all'ABC Theatre, prima di fare ritorno a Londra in aereo il giorno seguente.
Oltre a varie immagini d'epoca riprese dai concerti (nei quali il secondo show a Dublino termina in un caos generale con il pubblico che prende d'assalto il palco), il film contiene numerose scene di vita on the road della band, con Mick Jagger e Keith Richards ripresi in una stanza d'hotel mentre si divertono a cantare canzoni dei Beatles e un paio delle loro, gli Stones in treno verso Belfast mentre fanno colazione nel vagone ristorante, un'altra esibizione improvvisata dove Keith ed Andrew Oldham suonano il pianoforte mentre Mick fa l'imitazione di Elvis Presley e canta la versione di Fats Domino di Blueberry Hill, e il viaggio aereo di ritorno a Londra. Inframezzate alle varie scene sono presenti numerose interviste ai membri della band che parlano della fama, dei fan e del futuro.

## Versione restaurata del 2012
La versione restaurata è stata presentata al Walter Reade Theater di New York City il 29 settembre 2012, come parte del New York Film Festival, e pubblicata in formato DVD e Blu-ray nel novembre successivo. In Italia il documentario è stato acquistato in esclusiva dal canale televisivo Deejay TV e trasmesso in prima serata con sottotitoli in italiano nel 2012.